# Le Raincy
Le Raincy (franskt uttal: [lə ʁɛ̃si]
 ( lyssna)) är en kommun i departementet Seine-Saint-Denis i regionen Île-de-France i norra Frankrike. Kommunen ligger i kantonen Villemomble som tillhör arrondissementet Le Raincy. År 2022 hade Le Raincy 14 778 invånare.

## Befolkningsutveckling
| Befolkningsutvecklingen i Le Raincy 1968–2021 | Befolkningsutvecklingen i Le Raincy 1968–2021 | Befolkningsutvecklingen i Le Raincy 1968–2021 | Befolkningsutvecklingen i Le Raincy 1968–2021 | Befolkningsutvecklingen i Le Raincy 1968–2021 |
| --------------------------------------------- | --------------------------------------------- | --------------------------------------------- | --------------------------------------------- | --------------------------------------------- |
|                                               |                                               |                                               |                                               |                                               |
| År                                            |                                               |                                               | Folkmängd                                     |                                               |
| 1968                                          | 1968                                          |                                               | 14 224                                        |                                               |
| 1975                                          | 1975                                          |                                               | 13 767                                        |                                               |
| 1982                                          | 1982                                          |                                               | 13 187                                        |                                               |
| 1990                                          | 1990                                          |                                               | 13 478                                        |                                               |
| 1999                                          | 1999                                          |                                               | 12 961                                        |                                               |
| 2007                                          | 2007                                          |                                               | 13 981                                        |                                               |
| 2015                                          | 2015                                          |                                               | 14 411                                        |                                               |
| 2021                                          | 2021                                          |                                               | 14 877                                        |                                               |